# РАТЕП
АО «РАТЕ́П» — радиотехническое предприятие в Серпухове. Входит в состав АО «Концерн ВКО „Алмаз-Антей“». Ведущий российский производитель систем управления корабельными зенитными ракетными и артиллерийскими комплексами. Из-за вторжения России на Украину предприятие находится под санкциями всех стран Евросоюза.

## История
- 1938 год — в Москве основан приборостроительный завод, производивший оборудование для ВМФ
- 1941 год — завод эвакуирован в Новокузнецк
- 1943 год — часть предприятия переведена в Серпухов под названием Серпуховский радиотехнический завод
- 1963 год — награждён орденом Трудового Красного Знамени
- 1984 год — награждён орденом Ленина
- 1993 год — завод преобразован в открытое акционерное общество, получившее название «РАТЕП»

## Деятельность
Предприятие занимает площадь 38 гектаров, численность персонала — около 2200 человек. В состав завода входит собственное конструкторское бюро.
Основные направления деятельности:
- Производство военной техники:
  - радиолокационные системы управления для зенитных ракетных и артиллерийских комплексов, модули управления стрельбой корабельных комплексов выстреливаемых помех
- Производство продукции гражданского назначения:
  - пульты управления для кабин машинистов магистральных и маневровых тепловозов
  - блоки питания тягового и вспомогательного оборудования вагонов метрополитена и железных дорог
  - статические преобразователи для управления асинхронными двигателями до 160 кВт
  - высоковольтные источники питания для передающих устройств радиолокационных станций
  - светодиодное оборудование